# Born Ruffians
Born Ruffians is een Canadese indierockband, opgericht in 2004, oorspronkelijk uit Midland (Ontario), in de buurt van Georgian Bay. Ze kregen een contract bij Yep Roc Records en Paper Bag Records. De leden zijn Luke Lalonde (gitaar/zang), Mitch DeRosier (bas), Andy Lloyd (gitaar/keyboard) en Steve Hamelin (drums).

## Bezetting
- Mitch DeRosier[4]
- Steve Hamelin[5]
- Luke Lalonde[6]
- Andy Lloyd

Voormalige leden
- Adam Hindle[7]

## Geschiedenis
Born Ruffians werd oorspronkelijk in 2002 opgericht onder de naam Mornington Drive en bracht in eigen beheer het album Makeshift Metric Catastrophe uit. In een interview beschreef DeRosier het als volledig zelfgemaakt. Het werd in de kelder van Steve op cd gebrand, de verpakking werd door Steve's moeder genaaid en Luke schilderde de covers. Nadat ze zichzelf Born Ruffians hadden genoemd, verhuisde de band in 2004 van Midland naar Toronto. Na enkele lokale optredens en een groeiende online reputatie werd de band gecontracteerd door het Britse elektronische muzieklabel Warp Records. Ze brachten hun titelloze debuut-ep uit in 2006. Het werd opgenomen door Ryan Mills in de Little King Studio (nu Sleepytown Sound). Ze kregen veel airplay op CBC Radio 3 met hun debuutsingle This Sentence Will Ruin/Save Your Life, evenals een cover van de single Knife van Grizzly Bear, die de band live opnam bij KEXP. In 2007 brachten ze de single Hummingbird uit, die op hun eerste album Red, Yellow & Blue stond.
Ze hebben getoerd met Franz Ferdinand, Caribou, Peter Bjorn & John, Hot Chip, The Hidden Cameras, Tokyo Police Club (met wie ze ook nummers op het podium hebben gespeeld) en The Honorary Title. Ze toerden door Canada (voornamelijk Ontario) gedurende april 2008 en voltooiden de Noord-Amerikaanse etappe van hun tournee op 26 april 2008 met een albumpublicatiefeest in Lee's Palace in Toronto. In mei en juni 2008 beëindigden ze hun Britse tournee en bleven ze door Europa toeren. Ze verschenen in een aflevering van het tweede seizoen van het Britse tienerdrama Skins en speelden hun song Hummingbird in een nachtclub. Het nummer is ook te horen in een televisiereclame in het Verenigd Koninkrijk voor de 'Animal'-campagne van Orange mobiele telecommunicatie. Hummingbird is ook te horen in een auto-advertentie in Australië. De band was te horen in aflevering zeven van de komische webserie Nirvana the Band the Show en speelde zichzelf terwijl ze repeteerden met een nieuw lid van de band. Op 31 juli 2009 speelden de Born Ruffians voor Nirvana the Band in The Rivoli voor de afronding van hun webserie. Beelden van deze show werden opgenomen in aflevering tien.
Ze toerden door Australië in januari en februari 2009 als onderdeel van het St Jerome's Laneway Festival, samen met Girl Talk, Stereolab, Architecture In Helsinki, The Hold Steady, The Drones, Cut Off Your Hands, Four Tet, Tame Impala, El Guincho, Jay Reatard, Buraka Som Sistema Dj / Mc Set, The Temper Trap, No Age en anderen. Red Yellow and Blue van Born Ruffians werd genomineerd in de 8e jaarlijkse Independent Music Awards voor «Pop/rock album van het jaar». In 2009 namen ze een cover op van twee Aphex Twin-nummers voor de compilatie Warp20 (Recreated). De opvolger Say It van hun lp Red, Yellow & Blue uit 2008 werd uitgebracht op 1 juni 2010. Het nieuwe album werd opgenomen in de Metalworks Studios in Toronto en werd gemasterd in de studio van Rusty Santos in Brooklyn. De eerste single van Say It was What To Say, gevolgd door Nova Leigh en Oh Man. In april 2011 verscheen hun single Little Garçon in de American Express-commercial Real Tweets, met bewerkte versies van tweets van @activecultures en anderen.
Het album Birthmarks van de band uit 2013 werd op 16 april uitgebracht via Paper Bag Records. De Ruffians brachten ongeveer drie jaar door met schrijven over de hele wereld, waaronder enkele maanden samenwonend in een oude boerderij op het platteland van Ontario. Het album is opgenomen in de BoomBox Sound met producent/technicus Roger Leavens en technicus Marcel Ramagnano. Lalonde onthulde exclusief in een interview met Revue Magazine dat hij sinds de zomer na Birthmarks aan een akoestische Born Ruffians ep werkte. Er wordt verwacht dat het alternatieve weergaven van nummers van Birthmarks bevat. Deze akoestische ep werd uitgebracht op de website van de band en is gratis te downloaden. Er zijn in totaal negen nummers uitgebracht. Op 2 oktober 2015 bracht de band hun vierde studioalbum RUFF uit. In 2018 bracht Born Ruffians bracht hun 5e studioalbum Uncle, Duke & The Chief uit en hun 6e studioalbum JUICE in 2020.

## Discografie

### Singles
- 2006:	This Sentence Will Ruin/Save Your Life (cd/vinyl/download, Warp Records)
- 2006: Piecing It Together/Raised Huns (cd/vinyl/download, XL Recordings)
- 2007:	Hummingbird/Kurt Vonnegut/Knife (cd/vinyl/download, Warp Records/Paper Bag Records)
- 2008:	I Need a Life/So Long, Tadpole/Hummingbird (akoestisch) (cd/vinyl/download, Warp Records/Paper Bag Records)
- 2008: Little Garçon/Ready for Bed/Hotness Cold/Wedding Rings and Midnight Strollers (cd/vinyl/download, Warp Records/Paper Bag Records)
- 2010:	What to Say/Plinky Plonky (cd/vinyl/download, Warp Records/Paper Bag Records)
- 2010: Nova-Leigh/Like When You (cd/vinyl/download, Warp Records/Paper Bag Records)
- 2010: Oh Man (cd/vinyl/download, Warp Records/Paper Bag Records)
- 2013:	Needle/With an Ax (cd/vinyl/download, Warp Records/Paper Bag Records)
- 2014:	Slow (vinyl, Joyful Noise Recordings)

### Ep's
- 2006:	Born Ruffians EP (cd/vinyl/download, Warp Records)
- 2010:	Plinky Plonk EP (cd/download, Warp Records/Paper Bag Records)
- 2014:	Acoustics EP (download, Paper Bag Records)

### Albums (cd/vinyl/download
- 2008:	Red, Yellow & Blue (Warp Records/Paper Bag Records)
- 2010:	Say It (Warp Records/Paper Bag Records)
- 2013:	Birthmarks (Yep Roc Records/Paper Bag Records)
- 2015:	RUFF (Yep Roc Records/Paper Bag Records)
- 2018:	Uncle, Duke & The Chief Yep Roc Records/Paper Bag Records)
- 2020:	JUICE (Yep Roc Records)